# Robert Bolt
Pour les articles homonymes, voir Bolt.
Robert Oxton Bolt est un dramaturge, scénariste, réalisateur et acteur britannique né le 15 août 1924 à Sale (Royaume-Uni) et mort le 20 février 1995 à Petersfield (Royaume-Uni).

## Biographie
Fils d'un modeste commerçant, il fréquente la Grammar School de Manchester. Il reconnaît ensuite qu'il a peu profité de ce qui lui avait été offert à cette occasion. Il commence à travailler dans une agence d'assurances, puis s'inscrit à l'université de Manchester, où il obtient des grades académiques en Histoire. Une année supplémentaire à l'Université d'Exeter lui donne accès au poste de schoolmaster (maître d'école), d'abord dans une école de village dans le Devon, puis pendant 7 ans à Millfield (en). À cette époque, il écrit une douzaine de pièces pour la radio, qui de fait furent diffusées. Encouragé par le succès sur les planches des théâtres de Londres de sa pièce "Flowering Cherry", mise en scène en 1958, avec Celia Johnson et Ralph Richardson, il abandonne l'enseignement pour se consacrer à son rôle d'écrivain. En 1960 deux de ses pièces obtiennent un franc succès : The Tiger And The Horse et Un homme pour l'éternité (A Man For All Seasons).
Une crise cardiaque le laisse paralysé en 1979, et c'est après une longue maladie qu'il meurt en 1995.

### Vie familiale
- Il a été marié à :
  - Celia Ann Roberts (1949 - 1967) (divorce) 3 enfants
  - Sarah Miles (1967 - 1976) (divorce) 1 enfant
  - Ann Queensberry (1980 - 1985) (divorce)
  - Sarah Miles (1988 - 20 février 1995) (sa propre mort)

### Anecdotes
- Père de Ben Bolt
- Ami proche de l'acteur de westerns Franco Nero.
- Il gagne deux Tony Awards en 1962, comme meilleur auteur et auteur de la meilleure pièce pour "A Man for All Seasons." Il est aussi nommé en 1972 comme auteur de la meilleure pièce pour "Vivat! Vivat Regina!"

## Filmographie

### comme dramaturge
- 1956 : The Last of the Wine (The Last of the Wine)
- 1960 : Thomas More (A Man for All Seasons)
- 1977 : State of revolution (State of revolution)

### comme scénariste
- 1962 : Lawrence d'Arabie (Lawrence of Arabia)
- 1965 : Docteur Jivago (Doctor Zhivago)
- 1966 : Un homme pour l'éternité (A Man for All Seasons)
- 1969 : La Tente rouge (Krasnaya palatka)
- 1970 : La Fille de Ryan (Ryan's Daughter)
- 1973 : Lady Caroline Lamb
- 1979 : Lost and Found: The Story of Cook's Anchor (en) (TV)
- 1984 : Le Bounty (The Bounty)
- 1986 : Mission (The Mission)

### comme réalisateur
- 1972 : Lady Caroline Lamb

### comme acteur
- 1962 : Lawrence d'Arabie (Lawrence of Arabia) : Officer with pipe gazing at Lawrence